# Klara Auerbach-Margules
Klara Eleonora Auerbach-Margules z domu Ornstein (ur. 30 kwietnia 1888 w Czerniowcach, zm. 1940 w ZSRR) – właścicielka ziemska, ofiara zbrodni katyńskiej.

## Życiorys
Urodziła się w 1888 w Czerniowcach. Jej rodzicami byli Józef Hersch Ornstein i Rozalia (Rosa/Risza) z domu Margules. Miała siostrę Stellę (ur. 1891). Zamężna z Karlem Auerbachem, adwokat w Wiedniu, gdzie wraz z nim z zamieszkała.
Ukończyła naukę w szkole średniej. W okresie II Rzeczypospolitej Klara Auerbach-Margules i jej siostra Stella Menkes były właścicielkami majątku Nowosiółka Kostiukowa. Tam po wybuchu II wojny światowej i agresji ZSRR na Polskę z 17 września 1939 obie zostały aresztowane przez funkcjonariuszy NKWD jesienią tego roku. W 1940 zostały zamordowane przez NKWD. Nazwiska Klary Auerbach-Margules i Stelli Menkes znalazły się na tzw. Ukraińskiej Liście Katyńskiej opublikowanej w 1994 (Klara Auerbach-Margules została wymieniona na liście wywózkowej 41/1-3 oznaczony numerem 59, a Stella Menkes została wymieniona na liście wywózkowej 41/1-3 oznaczony numerem 1921). Ofiary tej zbrodni zostały pochowane na otwartym w 2012 Polskim Cmentarzu Wojennym w Kijowie-Bykowni.